# Военное преступление

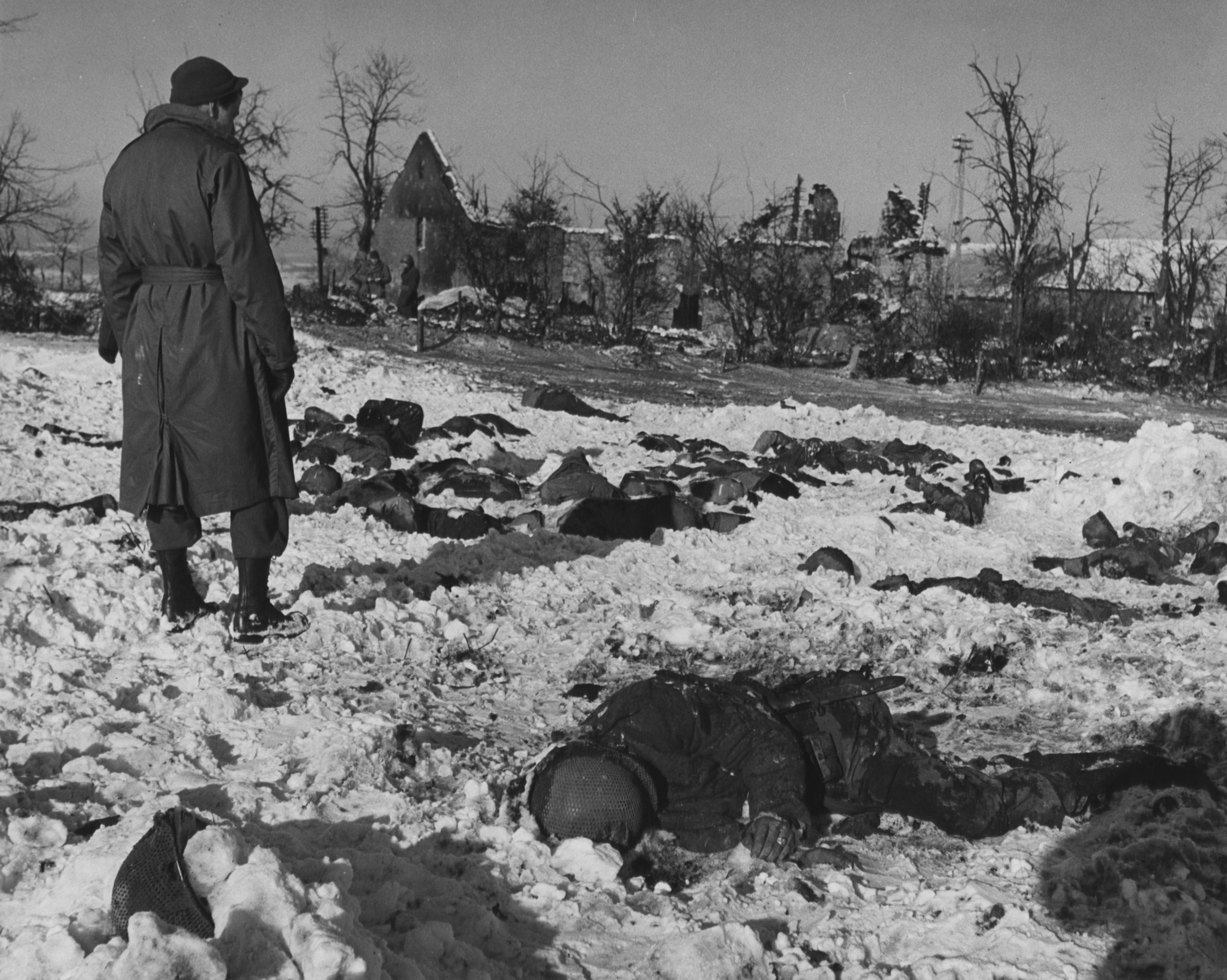
Американский солдат разглядывает жертвы Waffen-SS в Бельгии (17 декабря 1944 года были убиты 84 американских военнопленных)

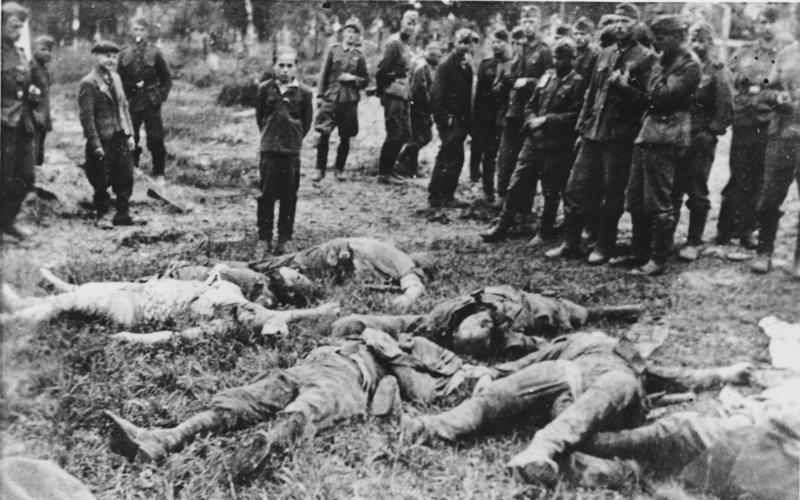
Украина, город Зборов. Убитая семья. Сын, стоящий над трупами своих родных, после снимка был убит немецким офицером выстрелом в затылок. Июль 1941

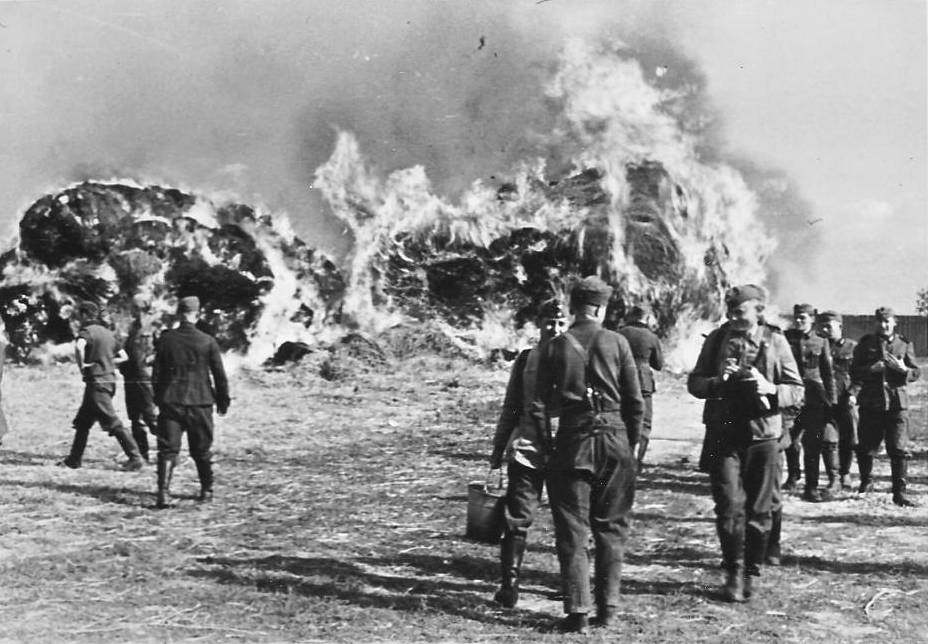
Солдаты вермахта на пожарище. 1941

Вое́нное преступле́ние — собирательный термин, обозначающий особо тяжкие нарушения международного гуманитарного права во время ведения военных (боевых) действий:
- убийства, истязания и увод в рабство военнопленных, а также гражданских лиц, оказавшихся в зоне боевых действий;
- захват и убийства заложников;
- неоправданное уничтожение гражданской инфраструктуры;
- разрушение жилищ и населённых пунктов без военной необходимости и так далее (см. полный список ниже)[1].

За всю историю большинство лиц, совершивших военные преступления, не были наказаны.
Военные преступления следует отличать от воинских преступлений, то есть преступлений против военной службы, совершённых военнослужащими (неисполнение приказа, дезертирство и тому подобное).

## Международно-правовой термин

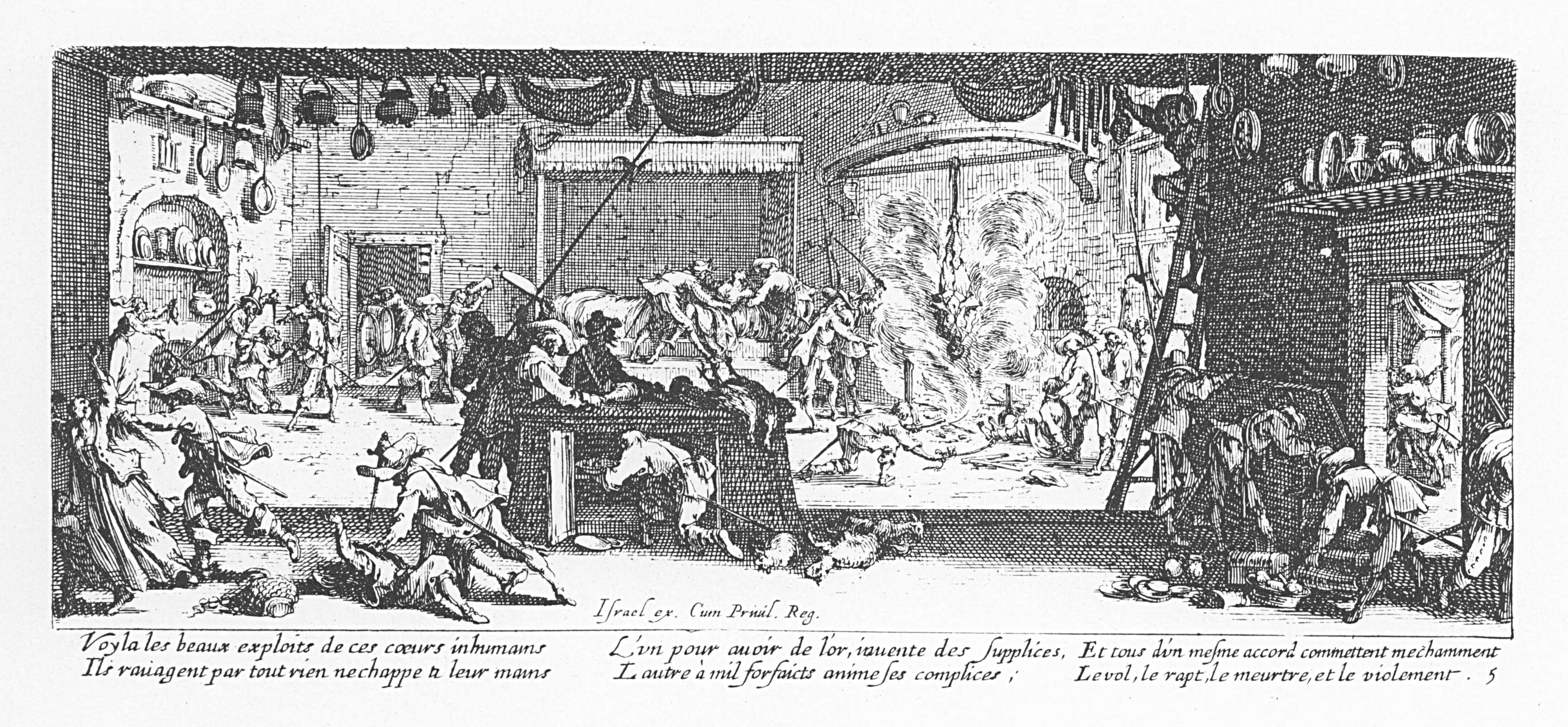
Офорт Жака Калло из серии «Ужасы войны». 1633

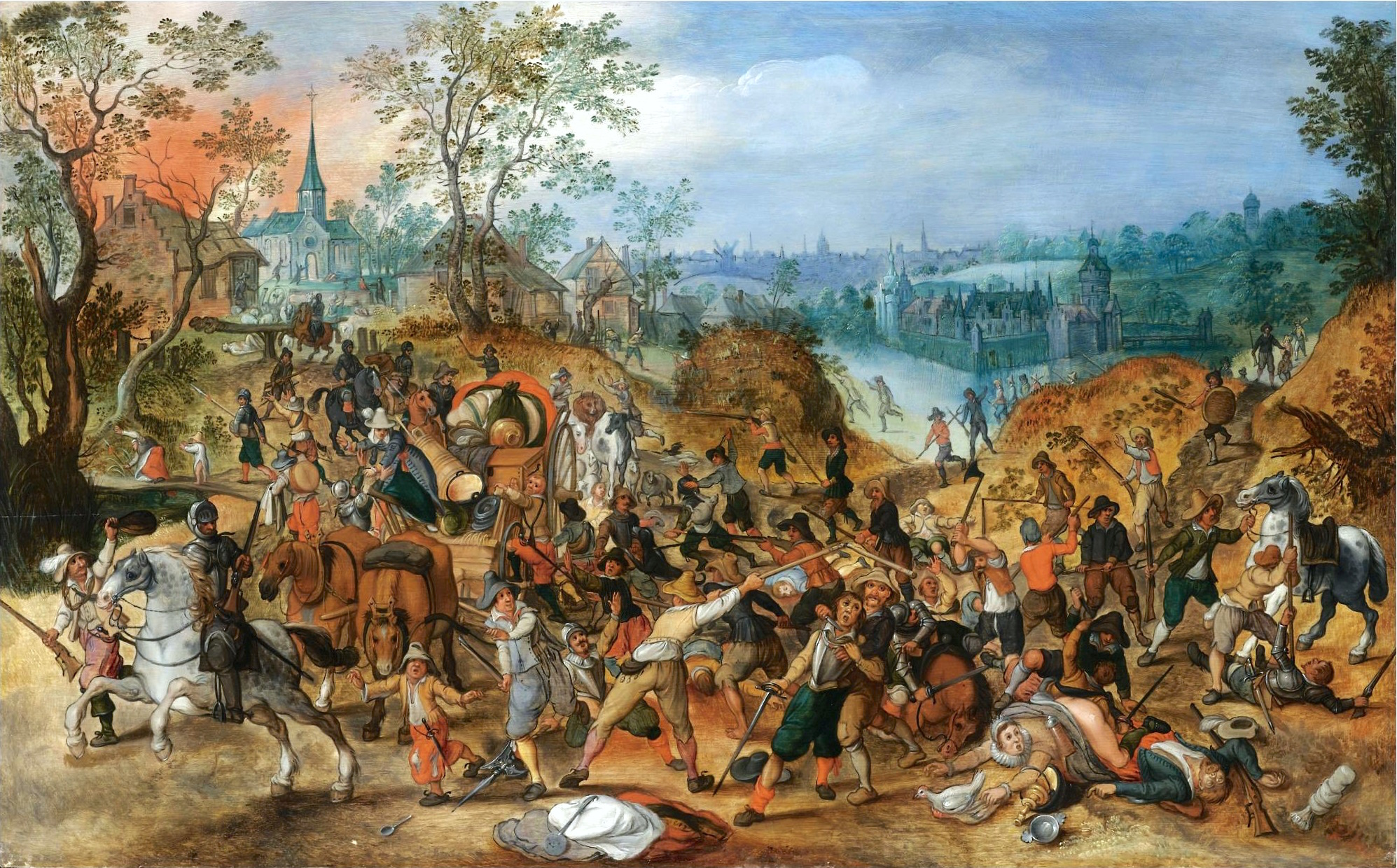
Себастьян Вранкс. Бесчинства солдат во время Тридцатилетней войны. Около 1630

Гойя. Третье мая 1808 года в Мадриде. 1814

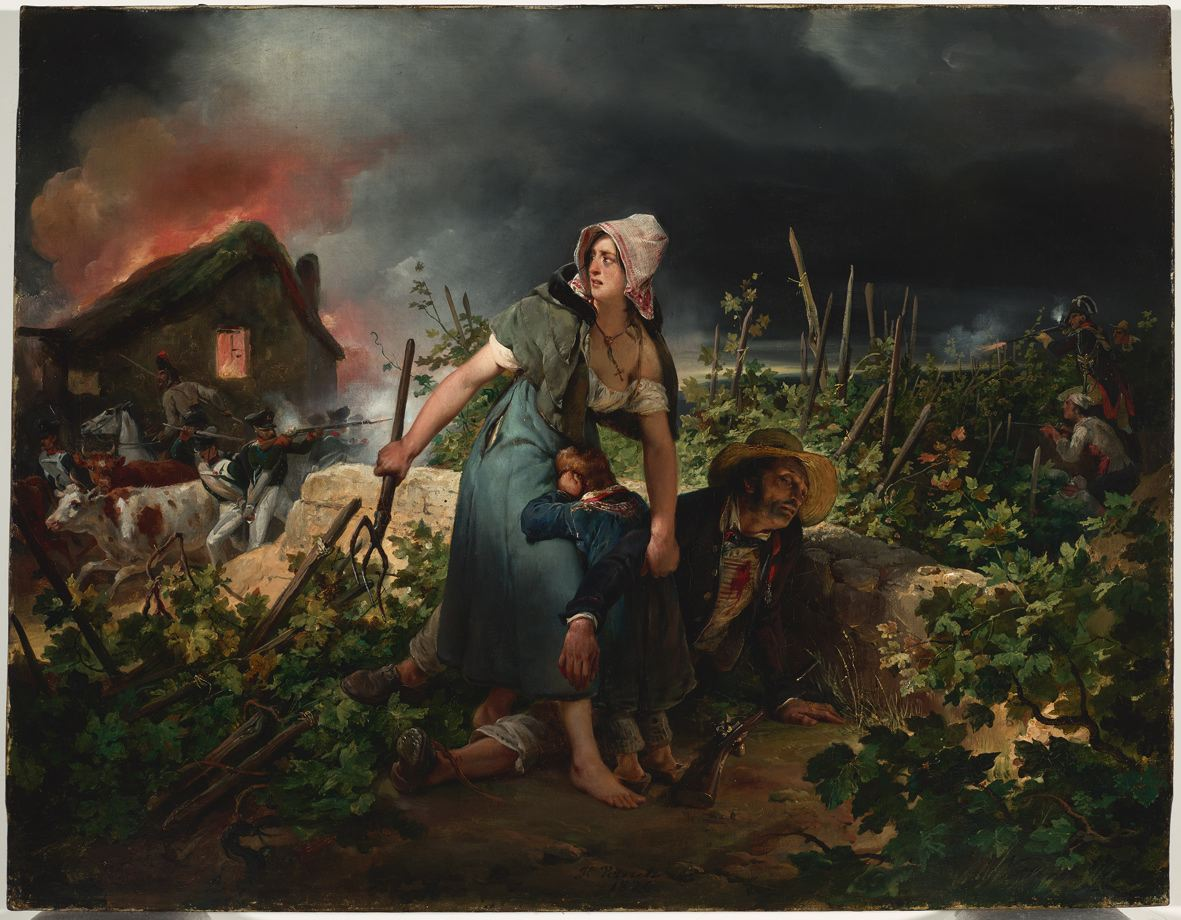
Орас Верне. Сцена из французской кампании 1814 года. 1826

В международном праве не существует окончательного определения термина «военное преступление». Согласно современному состоянию обычного международного права, военные преступления представляют собой отдельные и серьёзные нарушения норм международного права, применяемых в международных или немеждународных вооружённых конфликтах. Таким образом, с одной стороны, военные преступления могут быть совершены, даже если вооружённый конфликт остается ниже порога войны. С другой стороны, военные преступления могут быть совершены и в ходе немеждународных вооружённых конфликтов. Однако различие между международными и немеждународными вооружёнными конфликтами важно для вопроса, какие правонарушения в конфликте наказуемы как военные преступления.
Нормы международного права, применяемые в вооружённых конфликтах, которые также называются международным гуманитарным правом, включают среди прочего Гаагские правила ведения сухопутной войны (1907), Женевские конвенции (1949) и два дополнительных протокола к ним от 1977 года. Закреплённые в них правила изначально обязательны для тех сторон, участвующих в вооружённом конфликте, которые также являются договаривающимися сторонами этих международных соглашений. Нормы международного права, применяемые в вооружённых конфликтах, также включают принципы и нормы, признанные в качестве обычного международного права, которые обычно применимы к вооружённым конфликтам. На основании выводов исследования «Обычное международное гуманитарное право: Том 1, Нормы» Международный комитет Красного Креста опубликовал список обычных норм международного гуманитарного права, который в частностях не является бесспорным. В той мере, в какой международное соглашение по содержанию отражает норму обычного международного права, эта норма является обязательной для всех сторон конфликта, даже если одна из сторон не является стороной соответствующего соглашения.
Не всякое нарушение правил вооружённого конфликта в то же время представляет собой военное преступление. Согласно правилу 156 перечня обычных норм международного гуманитарного права, только «серьёзные нарушения международного гуманитарного права» представляют собой военные преступления. Например, Конвенция I («Женевская конвенция от 12 августа 1949 года об улучшении участи раненых и больных в действующих армиях») в пункте 1 статьи 49 предусматривает положение, согласно которому договаривающиеся стороны берут на себя обязательство «ввести в действие законодательство, необходимое для обеспечения эффективных уголовных наказаний для лиц, совершивших или приказавших совершить те или иные серьёзные нарушения настоящей Конвенции».
Преступления, совершённые в ходе вооружённого конфликта, но не имеющие никакой функциональной связи с этим конфликтом, не являются военными преступлениями. От военных преступлений следует отличать и другие преступления, которые также подпадают под международное уголовное право, а именно геноцид, преступления против человечности, которые, в отличие от военных преступлений, могут совершаться и вне контекста вооружённого конфликта. Само по себе начало военных действий не подпадает под категорию военных преступлений, но согласно международному уголовному праву подпадает под категорию преступления агрессии.
В соответствии с нынешним состоянием международного права, военные преступления могут совершаться только физическими, а не юридическими лицами. Это означает, что ни организации, ни государства не могут быть привлечены к уголовной ответственности за военные преступления в международных трибуналах. Многие международные уголовные трибуналы неоднократно приходили к выводу, что военные преступления могут совершаться не только комбатантами (военнослужащими государственных вооруженных сил), но и гражданскими лицами.

## Наказуемые по международному праву военные преступления
Согласно части 2 статьи 8 Римского статута (Устава) Международного уголовного суда военные преступления означают:

a) серьёзные нарушения Женевских конвенций от 12 августа 1949 года, а именно любое из следующих деяний против лиц или имущества, охраняемых согласно положениям соответствующей Женевской конвенции:
1. умышленное убийство;
2. пытки или бесчеловечное обращение, включая биологические эксперименты;
3. умышленное причинение сильных страданий или серьёзных телесных повреждений или ущерба здоровью;
4. незаконное, бессмысленное и крупномасштабное уничтожение и присвоение имущества, не вызванное военной необходимостью;
5. принуждение военнопленного или другого охраняемого лица к службе в вооружённых силах неприятельской державы;
6. умышленное лишение военнопленного или другого охраняемого лица права на справедливое и нормальное судопроизводство;
7. незаконная депортация или перемещение или незаконное лишение свободы;
8. взятие заложников;

б) другие серьёзные нарушения законов и обычаев, применимых в международных вооружённых конфликтах в установленных рамках международного права, а именно любое из следующих деяний:
1. умышленные нападения на гражданское население как таковое или отдельных гражданских лиц, не принимающих непосредственного участия в военных действиях;
2. умышленные нападения на гражданские объекты, то есть объекты, которые не являются военными целями;
3. умышленное нанесение ударов по персоналу, объектам, материалам, подразделениям или транспортным средствам, задействованным в оказании гуманитарной помощи или в миссии по поддержанию мира в соответствии с Уставом Организации Объединённых Наций, пока они имеют право на защиту, которой пользуются гражданские лица или гражданские объекты по международному праву вооружённых конфликтов;
4. умышленное совершение нападения, когда известно, что такое нападение явится причиной случайной гибели или увечья гражданских лиц или ущерба гражданским объектам или обширного, долгосрочного и серьёзного ущерба окружающей природной среде, который будет явно несоизмерим с конкретным и непосредственно ожидаемым общим военным превосходством;
5. нападение на незащищённые и не являющиеся военными целями города, деревни, жилища или здания или их обстрел с применением каких бы то ни было средств.

— Римский статут Международного уголовного суда
Кроме того, ч. 3 Женевской Конвенции предусматривает, что её действие распространяется и на те конфликты, которые не носят международного характера. Подписавшие Конвенцию государства приняли на себя следующее обязательство в случае вооружённого конфликта, возникшего на территории такого государства и не носящего международного характера: каждая из находящихся в конфликте сторон будет обязана применять как минимум следующие положения:

1) Лица, которые непосредственно не принимают участия в военных действиях, включая тех лиц из состава вооружённых сил, которые сложили оружие, а также тех, которые перестали принимать участие в военных действиях вследствие болезни, ранения, задержания или по любой другой причине, должны при всех обстоятельствах пользоваться гуманным обращением без всякой дискриминации по причинам расы, цвета кожи, религии или веры, пола, происхождения или имущественного положения или любых других аналогичных критериев.
С этой целью запрещаются и всегда и всюду будут запрещаться следующие действия в отношении вышеуказанных лиц:
- a) посягательство на жизнь и физическую неприкосновенность, в частности всякие виды убийства, увечья, жестокое обращение, пытки и истязания,
- b) взятие заложников,
- с) посягательство на человеческое достоинство, в частности оскорбительное и унижающее обращение,
- d) осуждение и применение наказания без предварительного судебного решения, вынесенного надлежащим образом учреждённым судом, при наличии судебных гарантий, признанных необходимыми цивилизованными нациями.

2) Раненых и больных будут подбирать, и им будет оказана помощь.
— 
В декабре 2017 года в Римский статут Международного уголовного суда (МУС) ООН были внесены следующие действия, которые будут классифицироваться как военные преступления:

1. Использование биологического или токсинного оружия;
2. Использование вооружений, чьи поражающие элементы невозможно выявить с помощью рентгеновского излучения;
3. Использование ослепляющего лазерного оружия.

Совершение любого из деяний, отмеченных в п. 1 как запрещённые, является военным преступлением, а лица, их совершившие, являются военными преступниками.

## Ответственность за военные преступления
Международным правом установлена не только личная ответственность за военные преступления, но также и командная ответственность. Статья 86 I протокола к Женевским конвенциям 1949 года утверждает, что командир несёт ответственность за нарушения конвенций подчинёнными в том случае, если он знал о возможности совершения ими преступлений, но не принял необходимых мер для их предотвращения.
К военным преступлениям неприменим срок давности (Конвенция о неприменимости срока давности к военным преступлениям и преступлениям против человечества, ООН 1968; Европейская конвенция о неприменимости срока давности к преступлениям против человечества и к военным преступлениям, 1974).

### Международный уголовный суд
Чтобы не создавать отдельный трибунал для каждого конфликта, в 1998 году было решено создать Международный уголовный суд. В его компетенции находятся военные преступления, для которых определена универсальная юрисдикция. В 2002 году договор о его создании вступил в силу.
Однако многие страны (включая Россию, США и Китай) не подписали или не ратифицировали его. В некоторых странах мира считают, что США также пользуются лазейкой в договоре, заключая со многими странами двусторонние соглашения о невыдаче американских граждан Международному уголовному суду (часто, но не всегда такие договоры содержали также встречное обязательство со стороны Соединённых Штатов не выдавать граждан второго государства).

### Неотвратимость наказания независимо от конвенций
Как гласит приговор Нюрнбергского трибунала, международные конвенции не могут быть лазейкой для ухода преступников от ответственности (неприсоединение в том числе). Начиная с XVIII века развивались принципы, основанные на точке зрения, «что убивать беззащитных людей или наносить им вред противоречит военной традиции». Хотя речь идёт о военнопленных, необходимость гуманного обращения распространяется на любое мирное население в вооружённых конфликтах любого характера (суть упомянутой в приговоре точки зрения).

## История

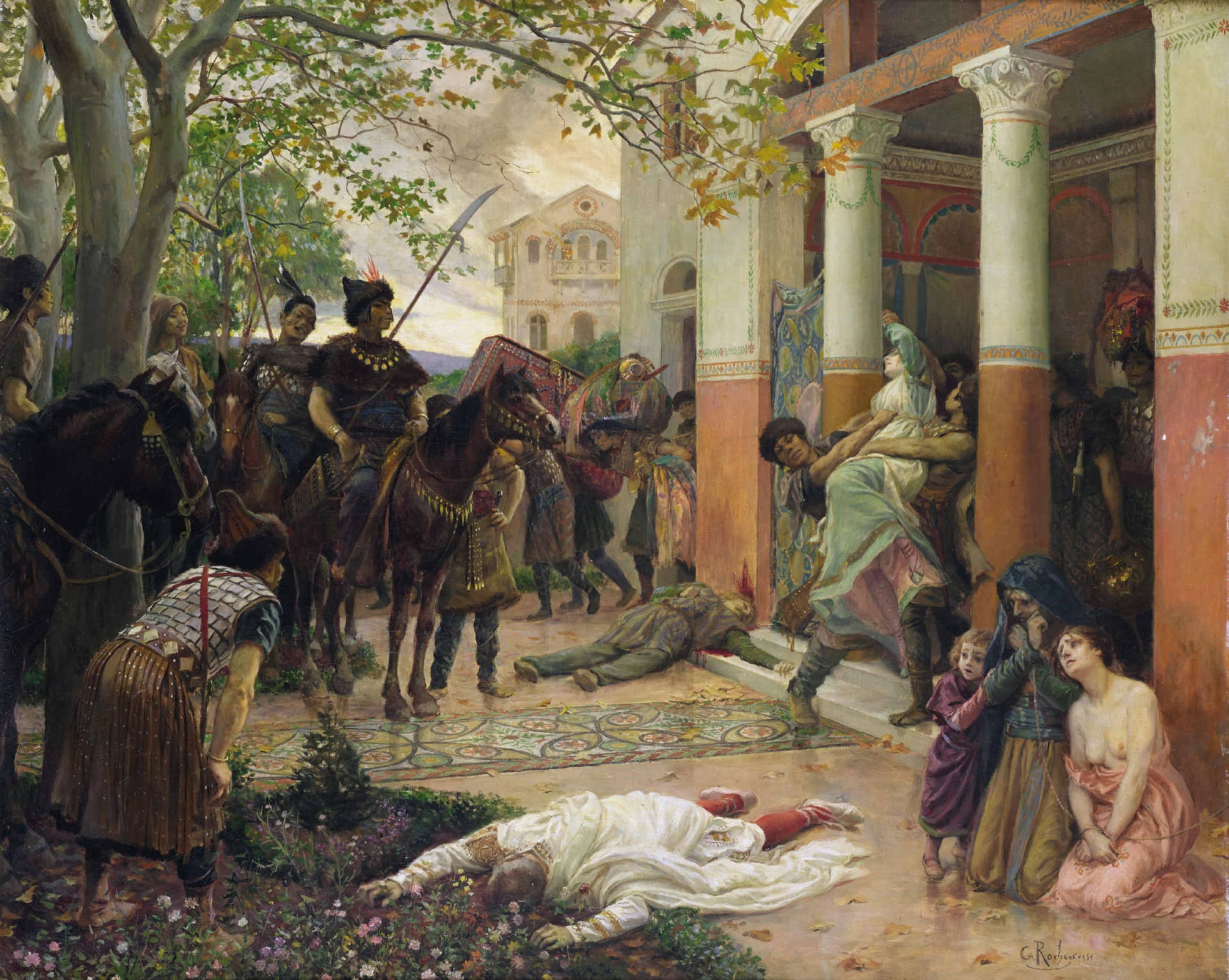
Жорж Рошгросс. Разорение гуннами римской виллы. 1938

В эпоху первобытных войн, когда этническая разобщённость основывалась на родоплеменных обычаях и языческих поверьях, проявление насилия по отношению не только к воинам врага, но и их мирным соплеменникам, не встречало серьёзного осуждения. Имущество и члены семей противника рассматривались как вполне законные трофеи, которые необязательно было уничтожать, но которыми вполне возможно было владеть, а с развитием товарно-денежных отношений, ещё и продавать или обменивать. Не намного лучше обстояло дело в эпоху древневосточных цивилизаций. Например, египтяне называли своих пленных «живыми убитыми», а ассирийцы «для профилактики» запросто сажали пленников на кол или сдирали с них кожу. Невзирая на развитие рабовладения, беспричинная жестокость по отношению к противнику уже встречала осуждение у ряда античных мыслителей.
Так, Диодор Сицилийский (I в. до н. э.) в книге XXXII своей «Исторической библиотеки» одобрял гуманное отношение Александра Великого к покорённым народам. «Поступая самым мягким образом с пленными во время войны с персами, — писал историк, — он не только мужеством, но и своим, ставшим знаменитым, кротким отношением нашел в населении Азии сторонников своей власти. В более близкие времена римляне, устремившиеся к власти над миром, достигли ее с помощью человеколюбия, а мужественно сражаясь и обращаясь в высшей степени милостиво с побежденными, сделали свое господство самым сильным. Они были настолько далеки от проявления жестокости и мести к побежденным, что, казалось, они обращаются с ними не как с врагами, но относятся к ним как к благодетелям и друзьям. Побежденные ожидали, что им как врагам отомстят самым жестоким образом, однако победители не оставили другим никакой возможности превзойти себя в проявлении гуманности. Одним они дали участие в политических правах, другим уступили право брачного союза, некоторым вернули независимость, и ни с кем в наказании не были суровы сверх необходимого…».
В эпоху поздней Римской империи против военных преступлений, совершавшихся с санкции или с молчаливого согласия светских правителей, стала публично выступать христианская церковь. В «Церковной истории» Созомена (V в. н. э.), в частности, рассказывается, что в 390 г. н. э. епископ Амвросий Медиоланский не пустил в храм самого императора Феодосия Великого, обвинив его в потворстве своим войскам, устроившим массовую резню горожан в Фессалониках в ответ на убийство римского чиновника.
Византийский поэт и историк VI века Агафий Миринейский, рассказывая о подавлении в 556 году воинами императора Юстиниана восстания кавказского племени мисимиян, крепость которых Тцахар располагалась в современной Абхазии у входа в Кодорское ущелье, с явным осуждением сообщал, что перед её штурмом византийцы жестоко разорили располагавшееся рядом мирное селение, вырезав в нём всех женщин и детей:

«Римляне, встречая их при выходе и принимая их, так сказать, мечами, произвели страшное избиение. Одни, уже выскочившие, немедленно умерщвлялись, а за ними другие, за ними третьи, так что не было никакого перерыва в избиении, производимом в общей свалке. Многие женщины, вскочив с постелей, с громким плачем высыпали на улицу. Но, охваченные гневом, римляне не пощадили и их. И они, жесточайшим образом изрубленные, явились искупительной жертвой за преступное бесстыдство своих мужей. Одна красивая женщина выскочила с зажженным факелом в руках и была хорошо видима, но и она, пронзенная копьем в живот, погибла самым жалким образом. Из римлян же кто-то, схватив факел, бросил огонь в жилище. Жилища, построенные из дерева и соломы, быстро воспламенились. Пламя поднялось так высоко, что возвестило о происходящем и народу апсилийцев и другим, более отдаленным. Тогда, конечно, варвары стали погибать еще более страшным способом. Те, кто оставались дома, сжигались вместе с домами, или их давили обрушивающиеся постройки. Над теми же, которые выскакивали из домов, нависала еще более верная смерть от мечей. Было захвачено много блуждающих детей, ищущих своих матерей. Из них одних умерщвляли, жестоко разбивая о камни; другие, как бы для забавы подбрасываемые высоко и затем падая вниз, принимались на подставляемые копья и пронзались ими в воздухе. И, конечно, римляне не без основания проявляли величайшее озлобление против мисимиян как за убийство Сотериха, так и за преступное злодейство по отношению к послам; но, разумеется, не следовало по отношению к грудным детям, которые отнюдь не являлись участниками злодейств их отцов, свирепствовать так жестоко.»
Возможно, первым «международным» признанием обязанности командиров действовать в соответствии с определёнными нормами и законами войны считается процесс по делу рыцаря Петера фон Хагенбаха в специальном трибунале Священной Римской империи в 1474 году.
Впоследствии вопрос об ответственности за нарушение законов и обычаев войны не раз возникал в истории войн до XX века, но практически все мирные договоры, заключавшиеся в то время, содержали в себе положения об амнистии, согласно которым все порожденные войной нарушения права неизменно предавались забвению.

## Военные преступления в годыПервой мировой войны
- Геноцид армян со стороны Турции
- Потопление «Лузитании»
- Неограниченная подводная война (применялась Германией в 1915 и 1917—1918 годах)

Версальский мирный договор содержал в том числе и требование выдачи лиц, которых власти стран Антанты считали военными преступниками. Таковым был объявлен бывший германский император Вильгельм II, которого обвинили в «высшем оскорблении международной морали и священной силы договоров». Для суда над ним предполагалось создать международный трибунал. Также предусматривалось, что победившие державы составят список немецких гражданских и военных чинов, подлежащих суду и потребуют у Германии их выдачи. Однако Вильгельм II так и не был экстрадирован из Нидерландов, куда бежал в ноябре 1918 года. Что касается остальных, то германское правительство резко возражало против выдачи своих граждан. Не отрицая совершённых ими военных преступлений, оно выразило готовность передать их дела германским судебным органам. В итоге к суду привлекли всего 12 человек, среди которых не оказалось ни одного высшего чиновника или военачальника. Процессы над ними в Лейпциге начались в мае 1921 года и закончились уже в июле того же года. Все обвиняемые отделались очень небольшими сроками заключения, причём многие не отбыли их полностью.

## Военные преступления в годы Второй мировой войны
В ходе Второй мировой войны были задокументированы военные преступления и преступления против человечности, совершённые как странами «оси», так и странами антигитлеровской коалиции. После окончания Второй мировой войны, коалиция победителей создала Международный военный трибунал, чтобы привлечь политическое и военное руководство Германии и Японии к индивидуальной ответственности за нарушения международного права, таковым стали знаменитые Нюрнбергский и Токийский процессы, на которых также были утверждены условия дальнейшего миропорядка и миропонимания, задекларированные победившими странами антигитлеровской коалиции над побеждёнными противниками. Нюрнбергский процесс был организован державами-победителями: СССР, США, Великобританией и Францией. В Токийском процессе, кроме вышеперечисленных, принимали участие также Австралия, Канада, Китай, Индия, Нидерланды, Новая Зеландия и Филиппины.
При этом союзным войскам антигитлеровской коалиции на процессах не предъявлялись какие-либо иски или обвинения в совершённых с их стороны военных преступлениях, потому что они были победившими державами, которые тогда держали почти всю Европу и часть стран Азии под своей военной оккупацией, что омрачало исторический авторитет
трибунала, так как правосудие вершилось лишь со стороны победителя над побеждённым противником. Соответственно, конкретные детали судебных процессов вызывали разногласия и до, и во время, и после их завершения. Конференция четырёх держав в Лондоне после долгих и сложных дискуссий создала устав МВТ таким образом, чтобы он гарантированно защищал от судебного преследования и разбирательства «проблемные точки» каждой из стран-победительниц, включая предвоенный пакт Молотова — Риббентропа и систему сегрегации в США. В частности, главный обвинитель от СССР Роман Руденко прислал следующий список основных нежелательных тем: любые вопросы, связанные с общественно-политическим строем СССР, и предвоенная внешняя политика Советского Союза (советско-германский пакт о ненападении 1939 года и иные вопросы, имеющие к нему отношение — торговый договор, установление границ, переговоры и т. д.); посещение Риббентропом Москвы и переговоры в ноябре 1940 года в Берлине; Балканский вопрос; советско-польские отношения; советская оккупация прибалтийских республик.

### Военные преступления вермахта
- - Блокада Ленинграда[27]
  - Массовые расстрелы в Кралеве и Крагуеваце (Югославия, 1941)
  - Гибель ленинградских детей на станции Лычково
  - План «Ольденбург»
  - Лесные Сараи
  - Гибель детей на станции Тихвин
  - Расстрел в Кондомари (Крит, 1941)
  - Пюттенская карательная акция
  - Резня в Кайаццо[англ.]
  - Миноискатель 42
  - Бойня дивизии Акви (1943)
  - Жестокое обращение с местными жителями во время операции «Бюффель»
  - Нарушение конвенции об обращении с военнопленными СССР
  - Расстрел экипажа греческого судна «Пилевс» экипажем немецкой подводной лодки U-852
  - Расстрел воспитанников Нижне-Чирского детского дома для умственно отсталых детей
  - Расстрел мирных жителей деревни Варваровка[28]
  - Убийство в Хацуне 25 октября 1941 года всего населения деревни, включая укрывавшихся здесь жителей Брянска, Карачева и других населённых пунктов (погибло 318 человек)[29]
  - Массированные бомбардировки Белграда немецкой авиацией, несмотря на то, что правительство Югославии 3 апреля 1941 года объявило Белград открытым городом[30][31]
  - «Большой блиц» — массированные бомбардировки Великобритании авиацией Германии в период с 7 сентября 1940 по 10 мая 1941 года
  - Операция «Ужице», сопровождавшаяся массовыми расстрелами заложников из числа мирного населения (1941)

### Военные преступленияСС
- - Хатынь (СССР, Белоруссия, 1943)

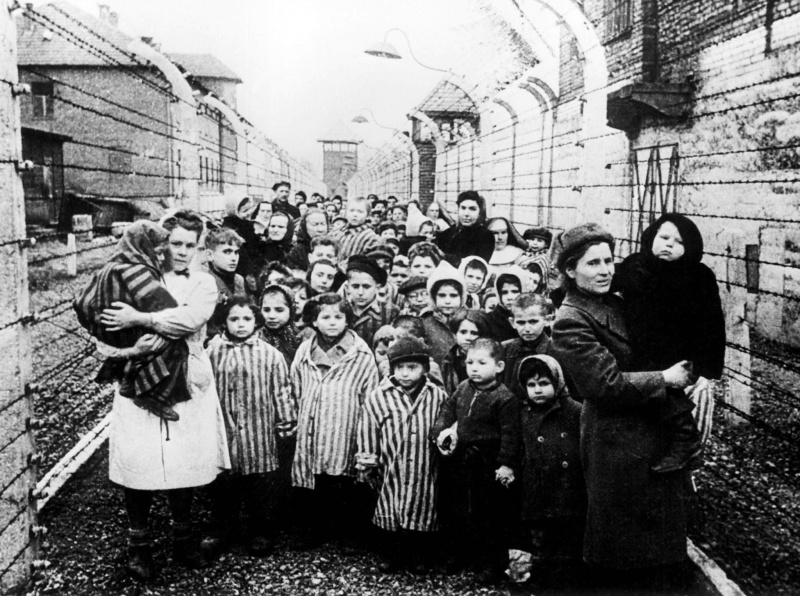
Освобождённые дети Освенцима. Январь 1945

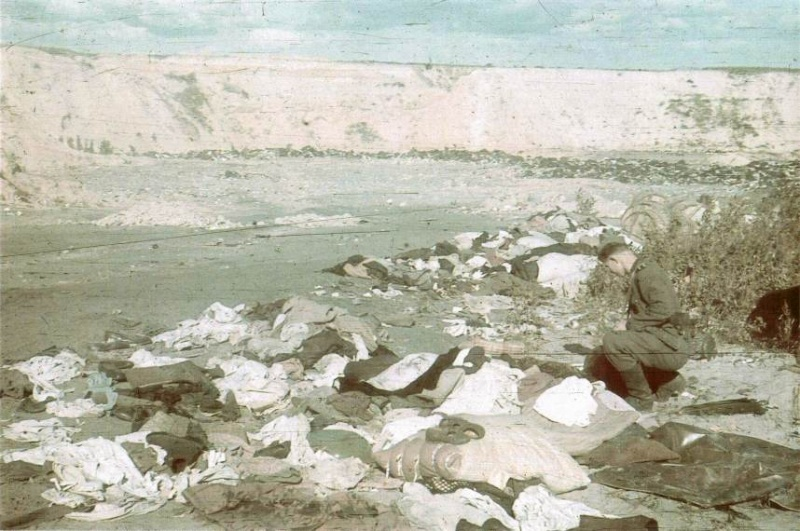
Солдат SS обыскивает вещи жертв в урочище Бабий Яр. 1 октября 1941

  - Освенцим — лагерь смерти нацистской Германии. Также лагерь известен медицинскими экспериментами над людьми, проводимыми Йозефом Менгеле
  - Бабий Яр
  - Дробицкий Яр
  - Дулаг 205
  - Клоога (концентрационный лагерь)
  - Эксперименты нацистов над людьми (см. также: Йозеф Менгеле, Зигмунд Рашер, Карл Гебхард, Ганс Эппингер, Вильгельм Байгльбёк)
  - Массовое убийство детей в Ейске (1942 год)
  - Хащеватская трагедия
  - Массовое убийство в Орадур-сюр-Глан (Франция, 1944)
  - Казнь 59 заключённых в тюрьме Мараси[итал.]
  - Лагерные бордели
  - Военные преступления при подавлении Варшавского восстания (1944)
  - Насильственный сбор крови с детей в концлагере «Саласпилс»
  - Уничтожение памятников и зданий в Пушкинских горах
  - Операция Рейнхард
  - Чериковское гетто
  - Массовые убийства в Жестяной горке
  - Массовые казни в Змиёвской балке
  - Преследование евреев в Африке в период Холокоста
  - Злекская трагедия
  - Большое Заречье
  - Резня в монастыре Чертоза Ди Фарнета[итал.]
  - Резня в Сант-Анна-ди-Штаццема[англ.]
  - Военные преступления и массовые убийства Фридриха Еккельна
  - Окончательное решение чешского вопроса
  - Массовое убийство в Ардеатинских пещерах
  - Сырецкий концентрационный лагерь
  - Дарницкий концентрационный лагерь
  - Сожжение села Матрёновка 20 мая 1943 года (погибло 243 человека)
  - Угон граждан СССР на работу в Германию
  - Операция «Весенний праздник»
  - Операция «Белый Медведь»
  - Операция «Заяц-беляк» (1943 год)
  - Акское кровопролитие
  - Холокост Вьяноса 
  - Ваверская резня 
  - Гетто в Лапичах
  - Резня в Калаврите
  - Резня в Дистомо
  - Холокост в Одессе
  - Холокост в Быховском районе
  - Резня в Ле-Парадиз
  - Массовое убийство в Тюле
  - Шкаф стыда
  - Центр эвтаназии Зонненштайн
  - Карательные операции на Смоленщине
  - Арест краковских профессоров 
  - Шуневка (1943 год) 
  - Ксты 
  - Красуха (1943 год) 
  - Клетки
  - Мюльфиртельская охота на зайцев 
  - Корюковская трагедия (1943 год) 
  - Минское гетто
  - Массовое убийство в Румбуле (1941 год) 
  - Резня в монастыре иезуитов на ул. Раковецкой в Варшаве 
  - Кровавая среда (Олькуш) 
  - Операция «Антропоид»
  - Бойня у Мальмеди (1944)
  - Расстрел мирных жителей Северной Осетии финским батальоном СС[32]
  - Карательные акции немцев в Мокотуве 
  - Карательные акции немцев в Херсоне
  - Остен-брот — суррогатный хлеб в лагерях для советских военнопленных
  - Петрушинская балка (также известна как «Балка смерти», нем. Todesschlucht) ― место на окраине Таганрога, на котором в 1941―1943 годах во время немецкой оккупации города было убито около 7000 советских граждан

### Военные преступлениягестапоиСД
(см. также Айнзатцгруппы полиции безопасности и СД)
- - Расстрел в Лидице
  - Sonderaktion 1005 — операция по сокрытию следов преступлений
  - Песчаный лог
  - Чрезвычайная акция по умиротворению
  - Intelligenzaktion — репрессии против польской интеллигенции
  - Резня в Липно
  - Убийство львовских профессоров

### Военные преступления Японииияпонских вооружённых сил

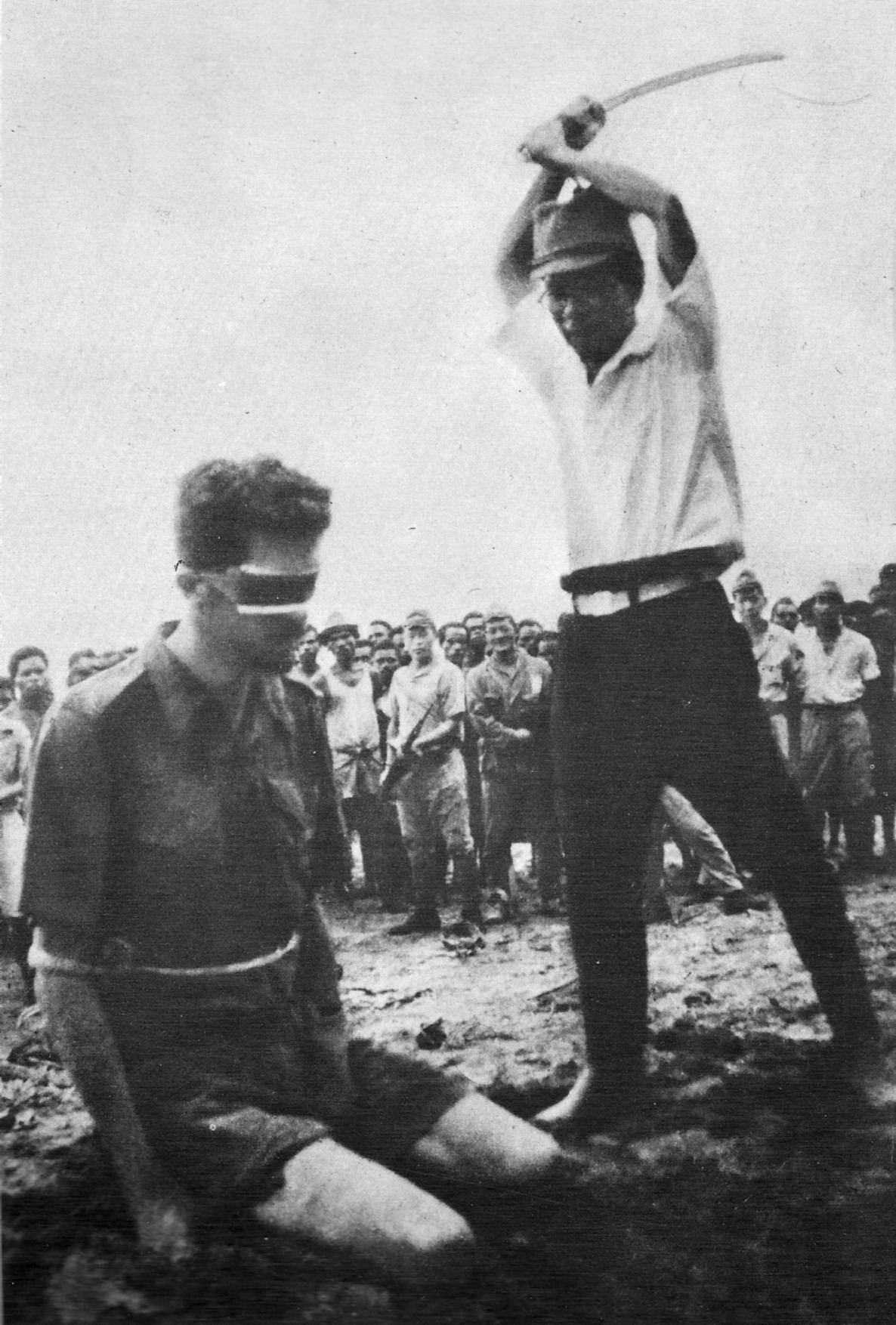
Казнь австралийского военнопленного Леонарда Сиффлита в Новой Гвинее японским мечом. 24 октября 1943

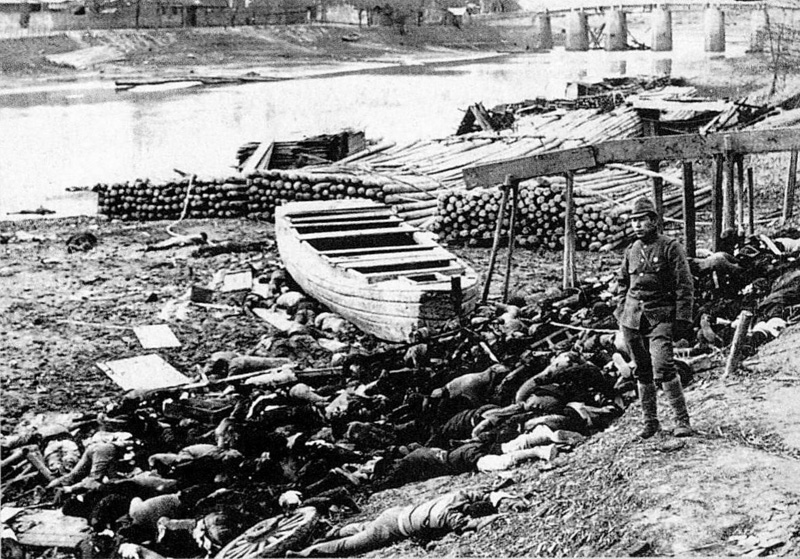
Трупы китайцев во время Нанкинской резни, устроенной японцами

- - Нанкинская резня и множество других подобных расправ
  - Применение химического и бактериологического оружия против мирного населения
  - Состязание в убийстве ста человек мечом
  - Батаанский марш смерти (ужасные условия содержания в японских лагерях для военнопленных)
  - Отряд 731 — опыты над военнопленными и мирным населением при создании бактериологического оружия
  - Нападения на нейтральные державы
  - Сандаканские марши смерти
  - Манильская резня
  - Резня на острове Бангка[англ.]
  - Ритуальный каннибализм японских военнослужащих
  - Вероломство со стороны японских солдат (бой у острова Велья-Лавелья, сражения за Гуаданканал, битва за Иводзиму, битва за Сайпан)
  - Сук Чинг
  - Использование рабского труда для постройки Тайско-Бирманской железной дороги
  - Корабли ада
  - Станции утешений
  - Резня в Уезд мусульман-хуэй Дачанг
  - Резня на острове Уэйк
  - Политика трёх «всех»
  - Инцидент с Shin’yō Maru[англ.]
  - Резня на плантации Тол
  - Применение химического оружия в сражении при Чандэ
  - Применение биооружия против Кайминцзе[англ.]
  - Резня в Калагонге[англ.]
  - Резня в Чанцзяо
  - Резня в Пан Цзяюй
  - Казнь военнопленных на аэродроме Лаха
  - Уничтожение госпитального корабля «Комфорт»
  - Резня в Александрийском госпитале[англ.]
  - Патруль Гёттге — американский отряд, подвергшийся вероломному нападению со стороны японской армии (использование белого флага не по назначению, а также ложная информация о желании японцев сдаться в плен)
  - Резня на реке Пантинган[англ.]
  - Бойня в Парит Сулонге[англ.]
  - Резня на острове Сулуг

### Военные преступлениястран «оси»
- - Резня в Доменико
  - Расстрел в Кормиста
  - Расстрел в Царицани

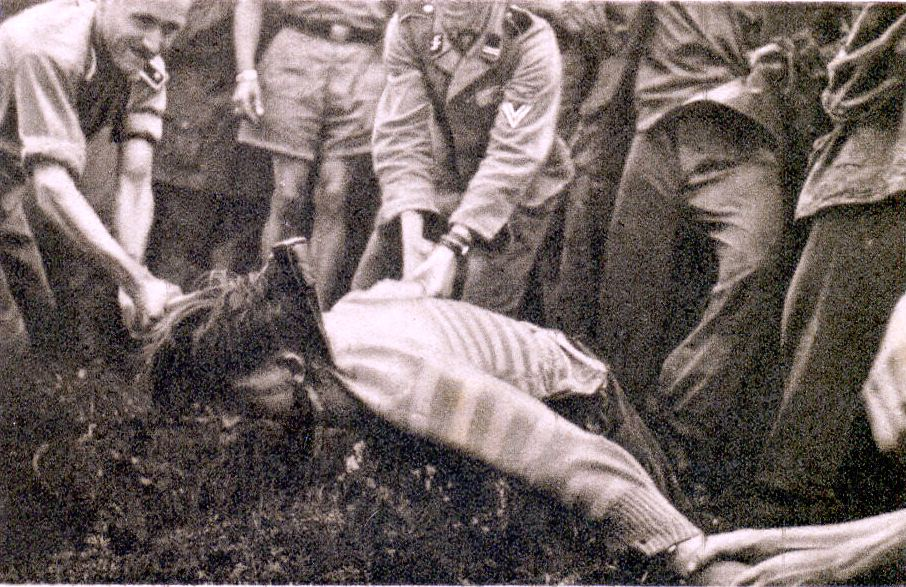
Хорватские усташи рубят голову сербскому партизану

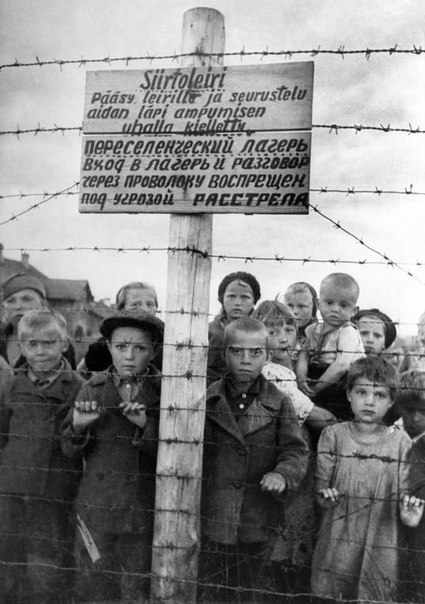
Советские дети в финляндском перевалочном лагере Петрозаводска

  - Декабрьские мученики — казнь 14 хорватских антифашистов в городе Загреб
  - Операция «Цыганский барон»
  - Убийства детей-инвалидов Генрихом Гроссом
  - Соревнование в убийстве сербосеком (Петар Брзица)
  - Финские концлагеря
  - Массовое убийство в госпитале ППГ 2212 и поджог села Петровский Ям финскими диверсантами
  - Преследование и депортация русских и других нефинских народов в Карело-Финской ССР
  - Мародёрство финских солдат на оккупированной территории СССР (секретная инструкция штаба 7 финской пехотной дивизии № 511)[33]
  - Резня в Дракуличе
  - Резня в Гудоваце
  - Резня в Благае
  - Резня в Глинской церкви
  - Лагерь для сербских детей в Ястребарско
  - Ясеновац (лагерь смерти) — система лагерей смерти, созданная усташами на территории Хорватии в мае 1941 года, в которую входил концлагерь Сисак[англ.] (для взрослых и детей) и другие
  - Преследования и уничтожение сербских православных церквей и священников
  - Концентрационный лагерь на острове Раб
  - Массовое убийство в Пребиловци[англ.]
  - Дорохойский погром
  - Резня в Нови-Саде
  - Стара-Градишка — хорватский лагерь смерти, в котором содержались женщины и дети
  - Керестинец
  - Ясский погром
  - Ипская резня
  - Саймиште

### Военные преступленияколлаборационистов
- - Салашская трагедия — массовое убийство чешских мирных жителей в деревне Салаш

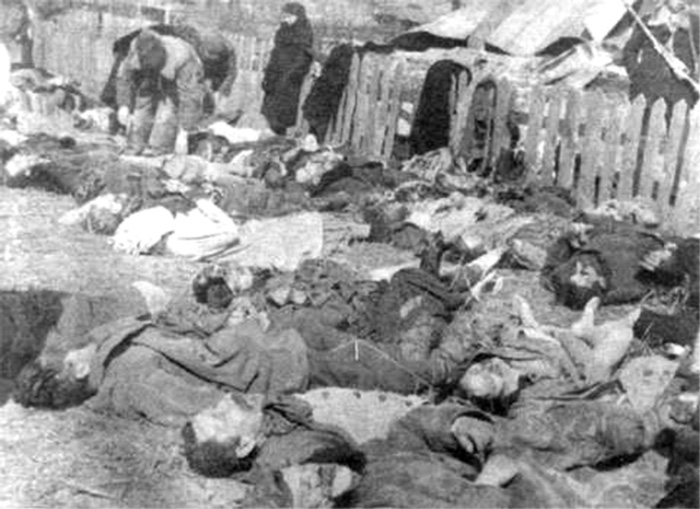
Жертвы Волынской резни, устроенной УПА ОУН(б), 1943

- - Антипартизанские операции и военные преступления в Локотском самоуправлении
  - Антипартизанские операции и военные преступления в Краснодарском крае
  - Карательные акции и военные преступления в Карачаевской автономной области (Черкесская управа) коллаборационистскими формированиями под руководством Кады Байрамукова
  - Волынская резня (1943—1944) — массовое уничтожение этнического польского населения, учинённое войсками ОУН(б) и УПА
  - Убийство 158 мирных жителей деревни Каспля-2[34]
  - Казни партизан и мирных жителей Антониной Макаровой
  - Пособничество в пытках и убийствах 2000 граждан СССР Александром Юхновским
  - Расстрел инвалидов греко-итальянской войны
  - Уничтожение Гуторова
  - Операция «Зимнее волшебство» (1943 год) 
  - Операция «Коттбус»
  - Львовский погром (1941 год)
  - Каунасский погром (1941 год) 
  - Ликвидация Слонимского гетто
  - Массовое убийство в Балигурде
  - Карательные операции 18-го батальона шуцманшафта
  - Карательные операции 118-го батальона шуцманшафта
  - Операция «Сорвиголова»
  - Массовые убийства, изнасилования и депортации сербов в Косово и Метохии
  - Депортация евреев в Приштине
  - Массовое убийство в Подкамене
  - Аудриньская трагедия
  - Трагедия Яновой Долины (1943 год) 
  - Уничтожение Варшавского гетто
  - Резня беженцев из Лановцев (1944 год)
  - Массовое убийство в Гуте Пеняцкой
  - Массовые убийства в Понарах
  - Атака УПА на Мизоч
  - Резня в Липниках
  - Резня в Липно

### Военные преступления странантигитлеровской коалиции
- - Польская операция НКВД СССР

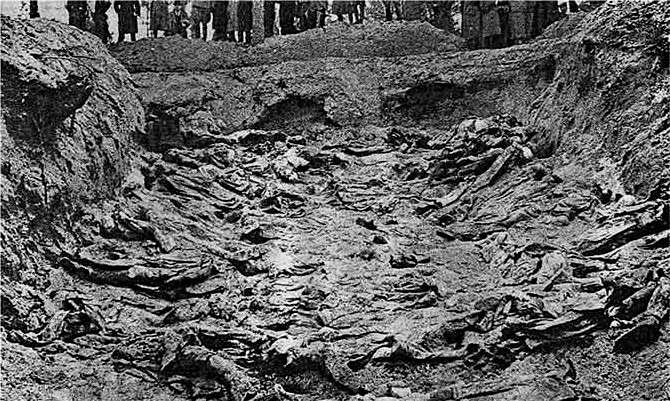
Эксгумированная могила на месте массового расстрела пленных польских офицеров в Катыни органами НКВД СССР

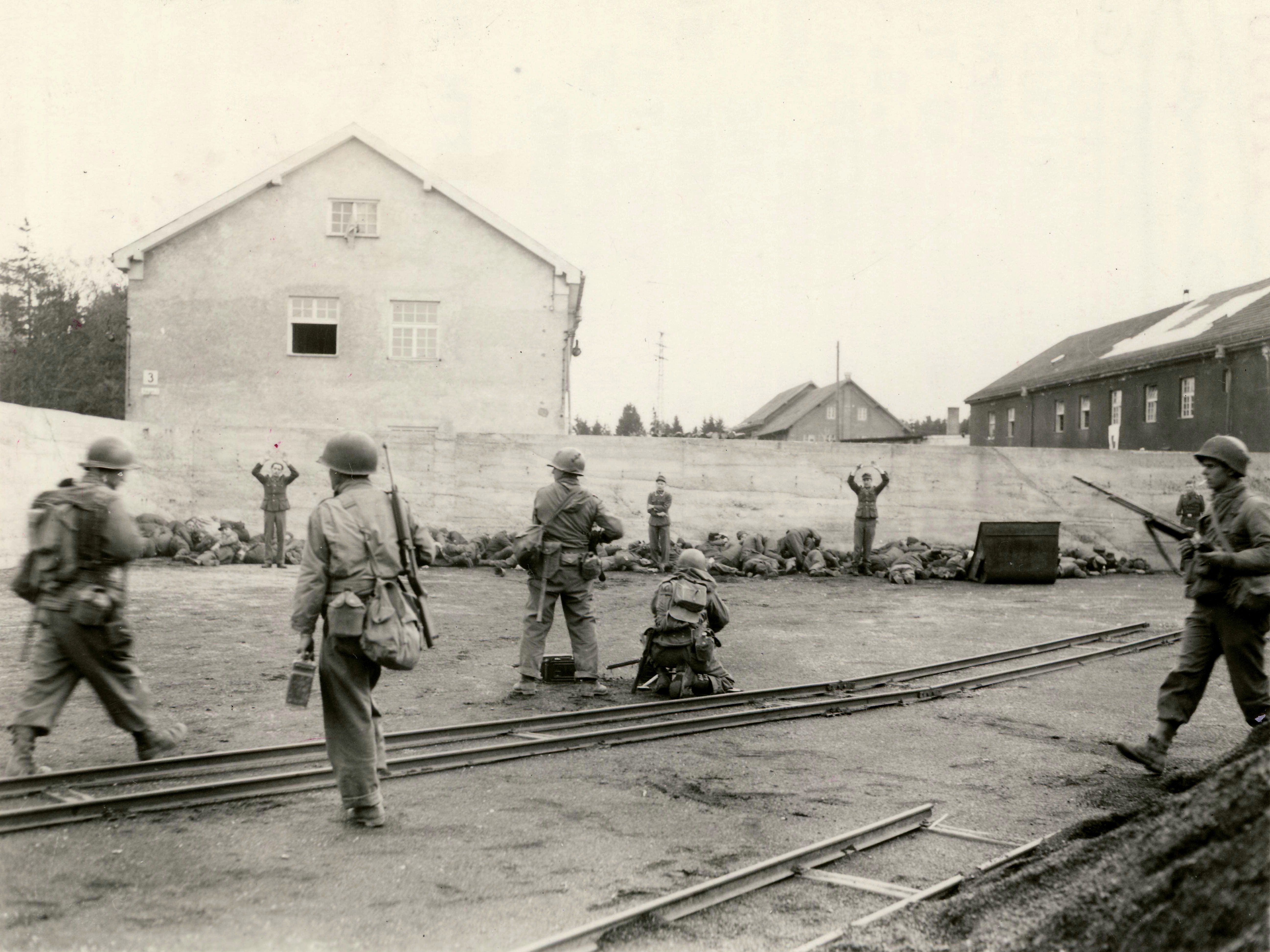
Солдаты США расстреливают пленных эсэсовцев в лагере Дахау

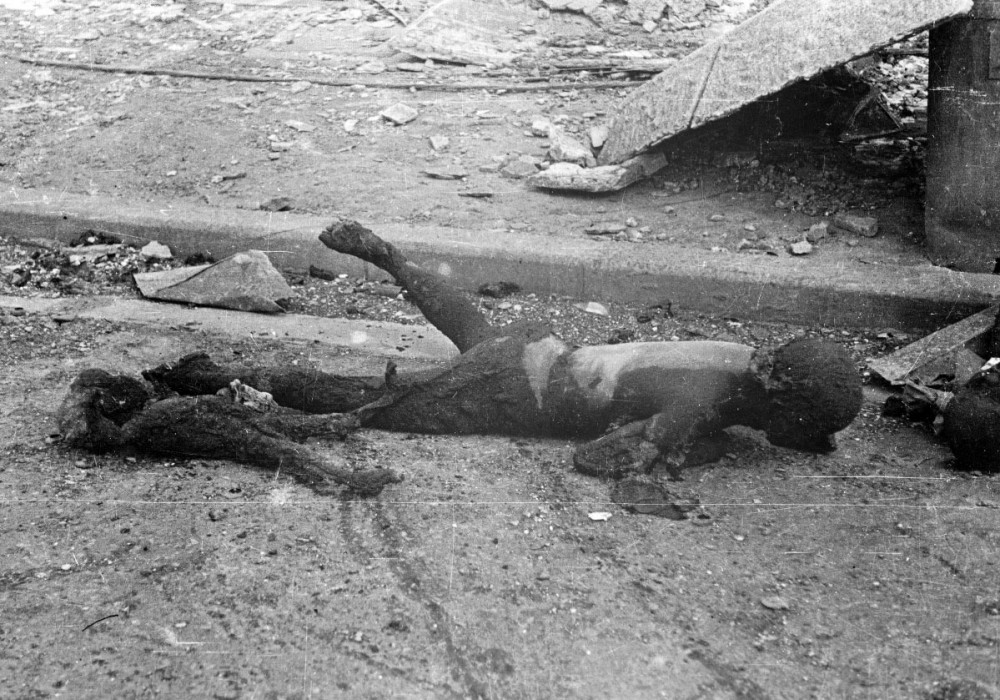
Обгоревшее тело женщины, которая несла на спине ребёнка во время бомбардировки Токио напалмом

  - Катынский расстрел органами НКВД СССР пленных польских офицеров (1940)
  - Казни польских офицеров в Харькове органами НКВД СССР (1940)
  - Убийства и массовые захоронения под Татаркой органами НКВД СССР (1940)
  - Инцидент в Масленках и серия других аналогичных нападений подразделений НКВД СССР на пограничные объекты Латвийской Республики в Абренском уезде 15 июня 1940 года.
  - Червенские расстрелы организованные органами НКВД СССР (1941)
  - Залещицкая трагедия учинённая органами НКВД СССР (1941)
  - Массовое убийство в Райняйском лесу учинённое органами НКВД СССР (1941)
  - Расстрелы советских заключённых органами НКВД и НКГБ СССР (1941)
  - Расстрел политзаключённых органами НКВД СССР под Орлом (1941)
  - 30 июля 1941 года отставшие от регулярных войск РККА красноармейцы убили более двадцати мирных жителей в эстонской деревне Куремяэ. 2 августа 1941 на краю болота Тапику в эстонской деревне Удукюла (бывшая волость Ваймаствере) красноармейцы, среди которых были также эстонец и одна женщина, по составленному заранее списку расстреляли 17 местных мужчин — самому молодому было 15 лет. 16 августа 1941 советский истребительный батальон сжёг 173 дома в Вайвара и церковь в Силламяэ (Эстония), о количестве человеческих жертв нет данных.[35]
  - Взрыв Днепрогэса советскими войсками, повлёкший огромные жертвы среди мирного гражданского населения советских беженцев и отступающих частей РККА (1941)
  - Разрушение Киева в 1941 году диверсионными спецподразделениями НКВД СССР
  - Взрывы плотин и водохранилищ советскими войсками под Москвой, что привело к огромным жертвам среди мирных советских граждан ввиду полного затопления целых населённых пунктов, жители которых не были эвакуированы (1941)[36]
  - Карательные акции НКВД СССР в Чечено-Ингушетии во время подавления восстаний в ЧИАССР (1940—1944), в том числе с использованием бомбардировочной авиации по мирным горным аулам, что привело к значительным жертвам в первую очередь именно среди мирного советского населения Северного Кавказа[37]
  - Черекская трагедия в Черекском ущелье Кабардино-Балкарской АССР, с 27 ноября по 4 декабря 1942 года, приведшие к убийству, силами сводного отряда 11-й СД НКВД, до 1500 мирных жителей[38][39][40].
  - Массовое убийство в Хайбахе мирных жителей ЧИАССР органами НКВД, 27.02.1944
  - Газваген НКВД — «автомобиль-душегубка» для перевозки приговорённых к смерти, в кузов которой подавались выхлопные газы
  - Бойня у деревни Шенонь — убийство войсками США пленных немецких военнослужащих
  - Бискарская резня — убийство войсками США пленных итальянских военнослужащих
  - Массовые убийства и казни военнопленных под руководством военнослужащего США Фрэнка Ширана
  - Бойня в Дахау (1945)
  - Голод в Бенгалии (1943) — в связи с тем. что колониальные британские власти, опасавшиеся вторжения японцев, применяли там тактику выжженной земли[41].
  - Советские диверсанты в Финляндии (1939—1944)
  - Бомбардировки Хельсинки советской авиацией в 1939 и 1941—1944 годах 
  - Бомбардировка Дрездена
  - Бомбардировка Гамбурга
  - Бомбардировка Токио 10 марта 1945 года
  - Атомные бомбардировки Хиросимы и Нагасаки (1945 год)
  - Бомбардировки Швейцарии (нейтральной страны во время Второй мировой войны) англо-американской авиацией, которые официально объяснялись якобы ошибками навигации.
  - Бомбардировка Сан-Марино (нейтральной страны во время Второй мировой войны) 26 июня 1944 британской авиацией, основываясь на ошибочных данных разведки (что якобы Сан-Марино взят немецкими войсками и используется ими в качестве базы снабжения), без какого-либо официального объявления войны и без предъявления ультиматума республике[42]. В ходе бомбардировки было уничтожено железнодорожное полотно, проходившее через территорию республики, и погибли 63 мирных жителя. Позднее британское правительство признало, что авианалёт был неоправданным и ошибочным.
  - Взрыв берлинского метро советскими войсками, повлёкший жертвы среди мирного гражданского населения Берлина (1945)
  - Битва под Монте-Кассино привела к полному разрушению древнего памятника архитектуры англо-американской авиацией и артиллерией, а также к последующим бесчинствам и мародёрству со стороны марокканских военнослужащих из состава Антигитлеровской коалиции (1944)
  - Декабрьские события в Афинах (1944): вооружённое подавление сопротивления сил греческих партизан (отказавшихся разоружиться) войсками британских вооружённых сил, сопряжённое с большим количеством смертей среди мирного населения (при том, что 11 октября 1944 отступающие немецкие войска объявили Афины открытым городом, дабы избежать бессмысленных жертв и разрушений древних памятников мировой архитектуры). События явились первой подобной вооружённой акцией сопротивления, вылившегося впоследствии в длительную гражданскую войну в Греции
  - Расстрел военнослужащих РОА после занятия Праги советскими войсками: раненые власовцы (около двухсот человек), сражавшиеся на стороне пражских повстанцев и оставленные в пражских госпиталях, были убиты прямо на больничных койках; всего в Праге и её окрестностях было расстреляно без суда и следствия около 600 военнослужащих РОА[43][44]
  - Расстрел мирных норвежских мотоботов экипажем советской подлодки под командованием Н. А. Лунина
  - Восемь выживших членов экипажа затонувшей немецкой подлодки U-546 подверглись пыткам со стороны американских военнослужащих[45][46]
  - Инцидент с «Лаконией», когда ВВС Армии США[англ.] бомбили немецкие суда и подлодки осуществлявших спасательную операцию британского судна «Лакония», спасая его экипаж (британцев и поляков) и перевозимых этим судном итальянских военнопленных.
  - Уничтожение спасающихся японских военных в море Бисмарка
  - Потопление госпитального судна «Арно»
  - Мирная шхуна «Мефкура» с 320 еврейскими беженцами на борту была атакована и потоплена артиллерией советской подводной лодки Щ-215.
  - Лавжи (Западная Белоруссия), где в ночь с 23 на 24 февраля 1945 года состоялся бой польской Армии Крайовой и подразделения НКВД СССР, в результате которого были ликвидированы 53 бойца Армии Крайовой, был уничтожен населённый пункт Лавжи и населявшие его мирные жители.
  - Массовые убийства в Пшишовице, в Меховице (ныне район Бытома),[47][48] в Гливице и Галембе (ныне район Руды-Слёнской),[49].[50] совершённые военнослужащими РККА над мирными польскими жителями (1945)
  - Насильственная выдача казаков британскими войсками органам НКВД СССР в Лиенце (1945)
  - Насилие в отношении мирного населения Германии в конце Второй мировой войны
  - Депортация немцев после Второй мировой войны
  - Депортация немцев из Чехословакии
  - Бесчинства и насилия военнослужащих РККА в городе Деммин (1945)
  - Разрушение Фризойте[нем.] и Зёгель канадскими войсками, что привело к гибели более 20 человек гражданского немецкого населения (1945)
  - Брюннский марш смерти (1945) по официальным чешским данным погиб 1691 человек гражданского немецкого населения,[51] немецкая сторона говорит о 4—8 тыс. погибших (исследования 1990-х годов говорят о 5,2 тыс. жертв)[52]
  - Концлагерь-город Постолопрты, убито 763 человека гражданского немецкого населения (1945)
  - Doupov[чеш.], убито 24 человека гражданского немецкого населения (1945)
  - Tocov[чеш.], убито 32 человека гражданского немецкого населения (1945)
  - Подборжаны, убито 68 человек гражданского немецкого населения (1945)
  - Депортация немцев из Хомутова: 12 погибших от пыток, позднее в «марше смерти» погибло 70 человек, в концлагере Скларна (чеш. Sklárna) было убито ещё 40 человек; всего погибло 140 человек гражданского немецкого населения (1945)
  - Устицкий расстрел, чешские источники говорят о 80—100 убитых, немецкие историки говорят об убитых 220 человек гражданского немецкого населения (1945)
  - Пршеровский расстрел (Горни Моштенице у Пршерова), убито 265 человек гражданского немецкого населения: 71 мужчина, 120 женщин и 74 ребёнка, самому младшему было 8 месяцев (1945)
  - Домажлице, убито около 200 человек гражданского немецкого населения (1945)
  - Массовое убийство и массовые захоронения в Целе (1945)
  - Массовое убийство в Метгетене гражданского немецкого населения военнослужащими РККА (1945)
  - Убийство в Неммерсдорфе гражданского немецкого населения военнослужащими РККА (1945)
  - Бойня в Гэгэнмяо учинённая военнослужащими РККА (1945)
  - Массовое убийство в Налибоках жителей польской деревни советскими партизанами (1943)
  - Массовое убийство в Канюкай жителей польской деревни советскими партизанами (1944)
  - Резня в Каникатти
  - Липпахская резня

### Военные преступлениядвижения Сопротивления

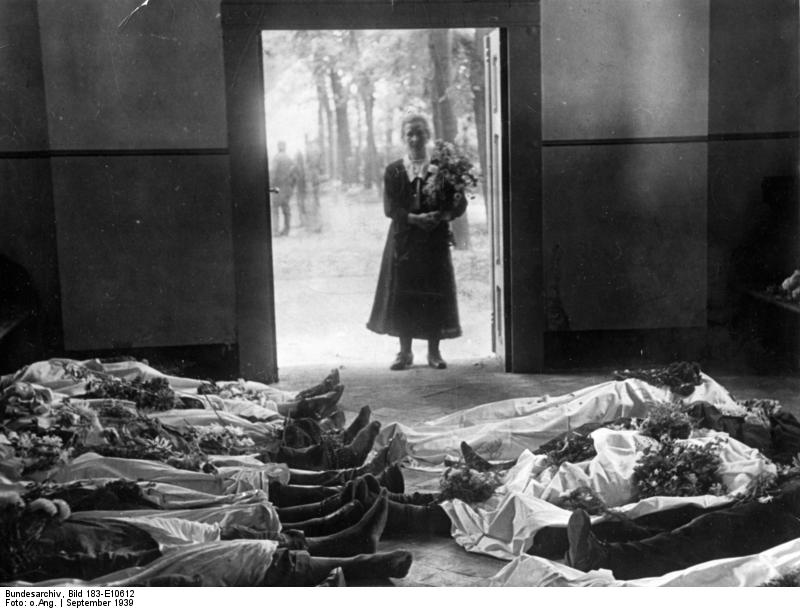
Убитые этнические немцы в Польше. 1939

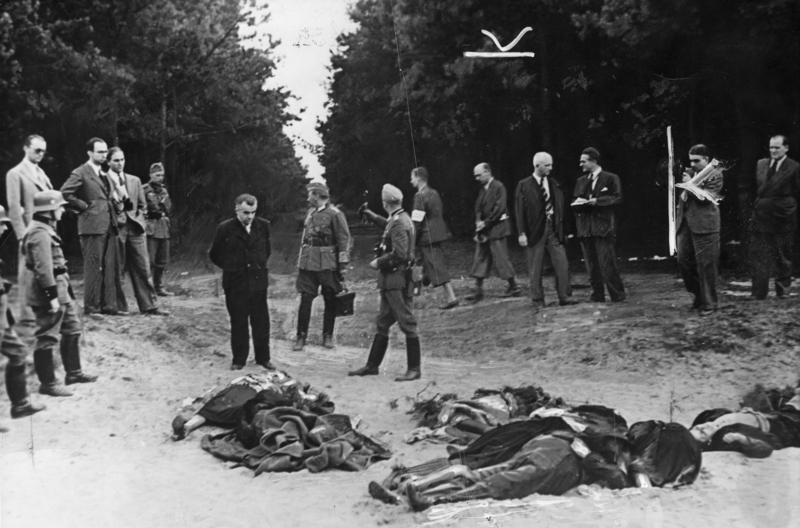
Немецкое расследование убийств этнических немцев в Польше. 1939

- - Кровавое воскресенье 1939 года в Польше — расправа поляков над этническими немцами, впоследствии послужившая основанием для ответных жестоких репрессивных мер со стороны немецких оккупационных властей
  - Военные преступления против собственного гражданского населения со стороны советских партизан на территории, оккупированной Германией
  - Военное преступление Василия Кононова — убийство 9 жителей села Малые Баты (включая 3 женщин, из них 1 беременная; 1 мужчина и 1 женщина были сожжены заживо)
  - Военные преступления партизанской бригады «Штурмовая» под командованием Б. Н. Лунина — убийства мирных советских граждан, собственных подчинённых и иных военнослужащих РККА
  - Погром в Кельце — самый крупный послевоенный погром против еврейского населения в Польше, устроенный 4 июля 1946 года антисемитски настроенным польским населением города Кельце
  - Резня в Сахрыни — массовое убийство этнических украинцев и русин, учинённое армией Крайова в ответ на волынскую резню, устроенную УПА
  - Резня на площади Пьяццале Лорето[итал.] в Милане — расстрел немецкими властями 10 августа 1944 года пятнадцати партизан из тюрьмы Сан-Витторе, в ответ на теракт, осуществлённый силами итальянского движения сопротивления, в результате которого был ранен один немецкий солдат, а также погибли шесть мирных жителей Милана и ещё 11 были ранены
  - Блайбургская капитуляция — массовое убийство сдающихся усташей, устроенное бойцами НОАЮ
  - Павлокомская резня
  - Массовое убийство в Глазерхау
  - Расстрел на острове Дакса
  - Резня на Кочевском Роге
  - Барбарин ров
  - Казнь военнопленных в Сен-Жюльен-де-Кремпсе 
  - Массовое убийство в Налибоках
  - Резня в Завадке Мороховской
  - Резня в Скопове

* Прочие
- Четники: Югославские войска на родине (Военные преступления в годы Второй мировой войны)
- Неограниченная подводная война (1939—1945), проводилась всеми без исключения воюющими странами по отношению к противнику.

## Военные преступления во время войны во Вьетнаме
см. Война во Вьетнаме (Военные преступления)
- Инцидент на высоте 192 (1966)
- Массовое убийство в Дакшон (1967)
- Массовое убийство в Сонгми (1968)

## Военные преступления во время войны в Афганистане
Военнослужащие SAS и SBS в интервью BBC Panorama подтвердили систематические военные преступления в Афганистане.

## Военные преступления в ходе гражданской войны в Ливии 2011 года
Военные преступления в ходе гражданской войны в Ливии совершались воюющими сторонами в ходе гражданской войны 2011 года. Как заявил главный прокурор Международного уголовного суда Луис Морено-Окампо: «Есть обвинения в преступлениях, совершённых НАТО, есть обвинения в преступлениях, совершённых силами ПНС… а также обвинения в новых преступлениях, совершённых силами, верными Каддафи. Все обвинения будут расследованы беспристрастно и независимо».
В докладе, опубликованном 13 сентября 2011 года правозащитной организацией «Международная амнистия» (Amnesty International), говорится, что все лица, совершавшие военные преступления и преступления против человечности в Ливии, — как сторонники Переходного национального совета (ПНС), так и сторонники Муаммара Каддафи — должны предстать перед судом. «Для того, чтобы восстановить страну, основываясь на принципах законности и уважения прав человека, необходимо добиться того, чтобы все подобные преступления были расследованы. Виновные должны предстать перед судом, независимо от того, какое положение и чью сторону в конфликте они занимают», «Если же им будет позволено уйти от правосудия, это будет сигналом того, что серьёзные случаи нарушения прав человека в Ливии и впредь будут оставлять без внимания».

## Военные преступления в ходе войны в Грузии
Военные преступления в войне в Грузии (2008), по заявлениям воюющих сторон, происходили регулярно, и каждая из сторон обвиняла в этом своего противника. О военных преступлениях в ходе конфликта также заявляли журналисты, правозащитники и другие лица.

## Военные преступления в ходе гражданской войны в Сирии
Военные преступления, совершённые воюющими сторонами в ходе гражданской войны в Сирии, начались 15 марта 2011 года. За весь период конфликта постоянно поступают многочисленные сообщения о различных преступлениях, совершаемых сторонами конфликта, от различных авторитетных международных организаций и СМИ. Разница только в заявленных масштабах.

## Международные трибуналы по Руанде и бывшей Югославии
Международный трибунал по бывшей Югославии и Международный трибунал по Руанде были учреждены Советом Безопасности ООН для наказания лиц, совершавших геноцид в Руанде и преступления в ходе вооружённых конфликтов на территории бывшей Югославии соответственно. Важной особенностью Международного трибунала по бывшей Югославии является то, что он рассматривает дела о преступлениях, совершённых всеми сторонами вооружённых конфликтов в бывшей Югославии.
В 1998 году Международный трибунал по Руанде (МТР) впервые в мировой истории признал изнасилование в качестве возможного акта геноцида. В 2001 году Международный трибунал по бывшей Югославии признал систематическое массовое изнасилование женщин преступлением против человечества.

## Военные преступления в ходе войны России против Украины (с 2022 года)
2 марта 2022 года главный прокурор Международного уголовного суда (ICC) Карим Хан заявил, что стартовало расследование дела «возможных военных преступлений», совершённых Россией в ходе войны против Украины. Прокурор уточнил, что видит признаки военных преступлений и преступлений против человечности. 16 марта 2022 года Сенат США единогласно признал президента Российской Федерации Владимира Путина военным преступником.
Правозащитная организация Human Rights Watch задокументировала первые военные преступления, совершённые российской армией против украинского мирного населения в Черниговской, Харьковской и Киевской областях.
В связи с полномасштабной вооружённой агрессией России на Украине 42 страны обратились в Международный суд в Гааге из-за военных преступлений российских военных. Обращение этих стран позволило упростить и ускорить процедуру для Украины. Министр юстиции Украины Денис Малюська заявил: «Мне сложно представить цивилизованную европейскую страну, которая не задержала бы и не передала МУС (Международному уголовному суду) какого-то военного преступника, например, политического или военного руководителя из России. Такой приговор будет означать, что дипломатический паспорт, скорее всего, россиянам не поможет, они будут арестованы на территории любой европейской или другой страны, признающей юрисдикцию МУС, переданы в Гаагу и получат заключения».

## Военные преступления в ходе войны в Газе (с 2023 года)
Многие действия, совершаемые боевиками ХАМАС и Армией обороны Израиля во время войны в Газе, квалифицируются международными организациями, экспертами и журналистами как военные преступления. Со стороны ХАМАС наблюдаются массовые убийства и захват заложников, со стороны Израиля — неизбирательные авиаудары по жилым кварталам Газы, пытки задержанных, мародерство.